# Serra Airosa
La Serra Airosa és una serra situada al municipi de Lles de Cerdanya a la comarca de la Baixa Cerdanya i al de les Valls de Valira a la comarca de l'Alt Urgell, amb una elevació màxima de 2.662 metres.